# 东北军区司令部 (缅甸陆军)
东北军区司令部（缩写，拉丁转写：Ramakha），是缅甸陆军东北军区的军事总部，原驻缅甸掸邦臘戍。其主要职能是保卫掸邦北部及其接壤地区领土安全。此外，还负责解决所属部队和其他兵种、参谋部队在辖区的军事保障活动，以及监督和执行上级军事部门的命令。
2024年7月17日，梭莱准将担任东北军区司令。2024年8月3日，民地武缅甸民族民主同盟军（MNDAA）及其联合部队全面占领东北军区司令部。这是自1949年5月克伦民族保卫组织（KNDO）攻占原北方军区司令部后，时隔75年，缅甸国防军经历的第一次溃败。
自东北军区司令部被民地武攻占后，缅甸政府军在孟崖重组了东北军区并任命敏觉吞少将为新任司令。2025年，因涉缅甸电信网络诈骗，敏觉吞被拘留检查。
2025年2月28日，在老街向缅甸民族民主同盟军投降的埃敏乌准将被任命为东北军区新任司令，该军区没有固定司令部。